# Dinastia Kart
La dinastia Kart o Kurt també kàrtida o kúrtida (persa Al-e Kart o Al-e Kort) fou una dinastia que va governar a Pèrsia oriental i Afganistan del 1245 al 1389 amb capital a Herat. Els seus dominis inicial abraçaven Sabzawar (moderna Shendand), Gur (Ghor), Sistan, Balkh i Kabul.

## Història
Genguis Kan va creuar l'Amudarià el 1221 cap a l'Afganistan i Khurasan perseguint a les forces del xa de Coràsmia. Balkh fou ocupada i tot haver-se sotmès, fou destruïda i cremada i els habitants massacrats. Al Khurasan Genguis Kan va enviar el seu fill Tului que va ocupar per capitulació la ciutat de Merv on la major part de la població fou assassinada. (febrer del 1221); després Tului va anar cap a Nixapur que el novembre del 1220 havia rebutjat un atac del general mongol Toqutchar, gendre de Genguis Kan. Tului va conquerir la ciutat (10 d'abril de 1221) i la va destruir. Després Tului es va dirigir contra Herat, on la guarnició romania lleial al xa de Coràsmia, però on la població civil va obrir les portes als mongols; aquesta vegada els soldats foren massacrats però es va respectar la vida dels civils. Tului es va reunir amb Genguis Kan a Talikan, on també van arribar Txagatai i Ogodei que venien d'ocupar Urgendj. Talikan fou destruïda i Genguis va travessar l'Hindu Kush per anar a assetjar Bamian; la ciutat fou destruïda fins als fonaments i no es va fer botí ni presoners, tot fou destruït i tots foren morts. El lloc de la ciutat fou declarat maleït. Djalal al-Din Manguberti fill del soldà de Coràsmia Ala al-Din Muhammad, havia pogut escapar del desastre de Transoxiana i Khurasan i va poder creuar un cordó de tropes mongoles a Nish (Nissa) arribant a Gazni on va poder reconstituir un exèrcit. Va derrotar a un cos de l'exèrcit mongol dirigit per Chigi-qutuqu a Perwan, al nord de Kabul i Genguis Kan va voler venjar la derrota del seu general i va avançar cap a Gazni, on Djalal al-Din no el va esperar; la ciutat no va oferir resistència, i Genguis Kan, volent perseguir a Djalal al-Din, la van deixar en pau de moment, retardant per més tard la seva destrucció. Finalment va atrapar a Djalal al-Din a la vora del riu Indus i el va derrotar totalment (24 de novembre de 1221 però Djalal va poder travessar el riu armat, tot i una pluja de fletxes i llances que intentaven matar-lo, i va poder refugiar-se a la cort del soldà de Delhi (desembre de 1221). Sobre sol indi no fou perseguit fins al 1222 quan un destacament dirigit pel noble (noyan) djalair Bala, va arribar en missió de reconeixement fins a Multan, però es van retirar per causa de la calor.
Mentre la derrota mongola a Perwan havia encoratjat la resistència, Genguis Kan va retornar a Gazni on va matar a tota la població. Herat, que després de la batalla de Perwan s'havia revoltat (novembre del 1221), va ser assetjada pel general mongol Aldjigidai que la va ocupar després de sis mesos (14 de juny de 1222); tota la població fou degollada i aquesta feina va ocupar una setmana. A Merv els retornats a la ciutat van cometre la bogeria de matar el prefecte deixat per Tului, un persa, i proclamar a Djalal al-Din, i el general Chigi-qutuqu va anar a la ciutat i va matar fins al darrer habitant amb gran minuciositat. Fins i tot els mongols van fer veure que se n'anaven i es van amagar no gaire lluny, i quan els que s'havien pogut amagar sortien, foren sorpresos pels mongols i morts com la resta.
Això va buidar les ciutats de la zona que van romandre anys com a ciutats fantasmes. En aquestes condiciones una branca de l'antiga família dels gúrides, els shansabànides, es van poder mantenir al castell de Khaysar (o Kaysar) al sud-est d'Herat. Els primers membres importants d'aquesta branca foren dos germans Tadj al-Din Uthman al-Marghini i Izz al-Din Umar al-Marghini que havien servit a les ordes del sultà Muhammad de Ghor i el primer va rebre el govern del castell de Khaysar mentre el segon fou wazir del sultà. Rukn al-Din Abu Bakr, fill de Tadj al-Din Uthman, es va casar amb una filla del sultà Muhammad i així el seu fill comú, Shams al-Din I Muhammad es va presentar un temps després com l'hereu dels gúrides.
El 1238 el gran kan Ogodei va autoritzar la reconstrucció i repoblació de les ciutats, encara però amb limitacions. Llavors era cap dels shansabànides Rukn al-Din Abu Bakr.
El 1245 Shams al-Din I, que acabava de succeir al seu pare a Khaysar, va fer una sortida afortunada de Khaysar i es va apoderar de la ciutat d'Herat, però es va cuidar d'oferir la seva submissió als mongols que el van acceptar com a governant local al mateix nivell que molts altres. El gran kan Mongkeli va cedir o confirmar Herat, Djam, Bushandj, Ghor, Khaysar, Firuzkuh, Ghardjistan, Farah, Sistan, Kabul, Tirah, i les muntanyes Sulayman (Afganistan). Fou fidel vassall ilkhànida pero el 1272 aquesta fidelitat es va posar en qüestió i el 1276 fou enviat al caucas i finalment el 1278 empresonat morint poc després (11278/1279).
L'absència de Shams al-Din d'Herat va provocar conflictes en aquesta zona, disturbis locals que van seguir després de la mort de Shams al-Din (1279). Per no deixar la zona sense govern hi fou enviat el fill del difunt, Malik Shams al-Din II (abans Rukn al-Din). Les seves relacions amb els mongols, inicialment les d'un fidel vassall, van anar empitjorant i es va retirar al castell de Khaysar, pensant que si podia mantenir Khaysar podia conservar les muntanyes, que eren el nucli del seu domini. Ghazan el va desposseir i va entregar l'administració dels seus dominis al seu fill Malik Fakhr al-Din (1295).
Fakhr al-Din mo va voler reconèixer a Oldjeitu com a successor de Ghazan (1304); en una expedició militar enviada per Oldjeitu a Herat, Fakhr al-Din va morir a la lluita (26 de febrer de 1307) i el va succeir el seu germà Malik Ghiyat al-Din que immediatament va reconèixer a Oldjeitu i va resoldre el conflicte. Es va mostrar sempre com un vassall lleial i va morir el 1329 i en tres anys van pujar al tron tres dels seus fills, primer Malik Shams al-Din III que va morir als pocs mesos (1330); després el seu germà Malik Hafez, que fou assassinat al cap de dos anys (1331); i finalment Malik Muizz al-Din que va pujar al tron i el va conservar un bon nombre d'anys. Un germa va usurpar el tron per un temps (1351-1353) pero Muizz al-Din el va recuperar.
Abu Said va morir el 1335 i el règim ilkhànida va entrar en una ràpida descomposició. Més per aquesta descomposició que per una acció planificada, la dinastia es va trobar de fet independent. Es va aliar a Togha Timur pretendent ilkhànida (1338-1353) al que van reconèixer fins al 1349 i al que van pagar tribut.
Muizz al-Din va morir el 1370/1371 i el seu fill Malik Ghiyath al-Din Pir Ali va poder pujar al tron amb consentiment de Tamerlà que no obstant va imposar l'establiment de Muhammad, germà (germanastre) del nou malik, com a malik a Sarakhs a part de Kuhistan. Ghiyath al-Din expulsà a Malik Muhammad de Sarakhs, que va anar en persona a la cort de Tamerlà i va demanar ser restablert mentre Ghiyath al-Din li va enviar una ambaixada. Tamerlà va acceptar la proposta de Ghiyath al-Din que fou segellada amb l'enllaç d'una neboda de Tamerlà (de nom Sevindj Kutulk Agha) amb Pir Muhammad, fill de Ghiyat al-Din, matrimoni celebrat a Samarcanda el 1376. Però aviat van sorgir conflictes: Ghiyat al-Din fou deposat el 1381 però perdonat per Tamerlà, fins que fou deposat definitivament el 1383.
Vegeu: Expedició i conquesta d'Herat (1380-1381)
La resta dels membres de la família foren assassinats en un banquet el 1396, per orde de Mihran Shah, fill de Tamerlà.

## Llista de maliks i arbre genealògic
- Tadj al-Din Uthman al-Marghini, governador del castell de Khaysar vers 1200
- Rukn al-Din Abu Bakr fins a 1245
- Malik Shams al-Din I 1245-1278/1279
- Malik Shams al-Din II 1278/1279-1295
- Malik Fakhr al-Din 1295-1307
- Malik Ghiyath al-Din 1307-1329
- Malik Shams al-Din III 1329-1330
- Malik Hafez 1330-1331
- Malik Muizz al-Din 1331-1351
- Muhammad Bakir 1351-1353
- Malik Muizz al-Din 1353-1370
- Malik Muhammad 1370-1375 (a Sarakhs)
- Malik Ghiyath al-Din Pir Ali 1371-1383 (a Herat) (el 1381 deposat uns mesos per Tamerlà)